# Имендяшево

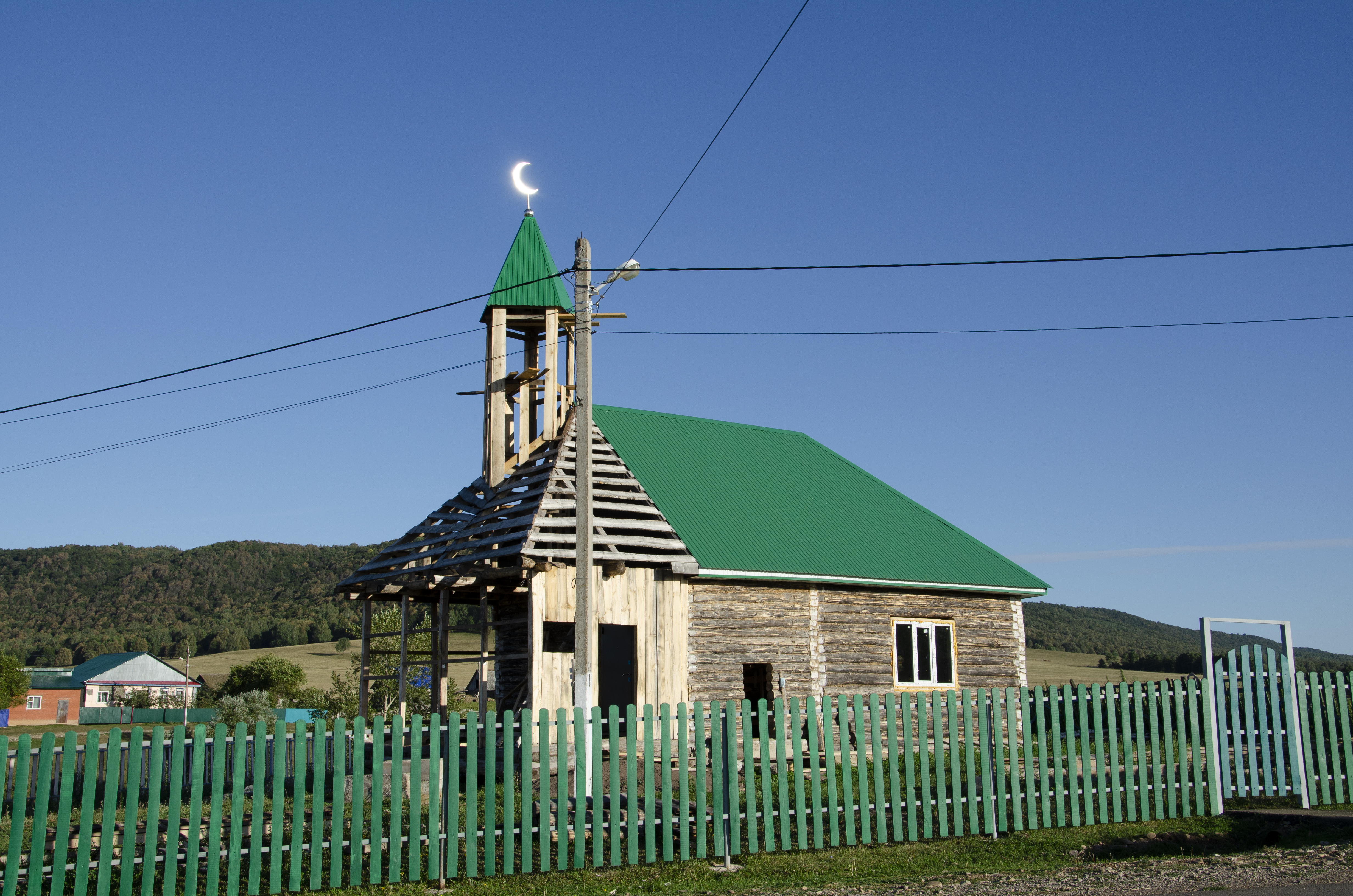
Строительство мечети в Имендяшево (2021 год)

Имендя́шево (баш. Имәндәш) — село в Гафурийском районе Башкортостана, входит в состав Имендяшевского сельсовета.

## География
Село находится на левом берегу реки Зилим.

### Географическое положение
Расстояние до:
- районного центра (Красноусольский): 54 км,
- центра сельсовета (Карагаево): 4 км,
- ближайшей ж/д станции (Белое Озеро): 60 км.

## Население
| 2002 | 2009 | 2010 |
| ---- | ---- | ---- |
| 410  | ↗434 | ↘341 |

### Национальный состав
Согласно переписи 2002 года, преобладающая национальность — башкиры (99 %).

## Религия
В селе есть мечеть.

## Известные уроженцы
- Разяпов, Ильфат Султанович (род. 1975) — российский боксёр. Заслуженный мастер спорта России.
- Гильманова, Шаура Габбасовна (род. 1954) — советский и российский тележурналист. Заслуженный деятель искусств Российской Федерации.